# ГЕС Tjodan
ГЕС Tjodan — гідроелектростанція на півдні Норвегії, дещо більше ніж за пів сотні кілометрів на схід від Ставангеру. Використовує ресурс зі сточища кількох річок, що впадають до Люсе-фіорду — периферійної частини великого фіорду Boknafjorden, котрий виходить до Північного моря між Ставангером та Гаугесунном.
Головне водосховище станції створили шляхом об'єднання двох озер — Akslaratjorna (дренується elv i Stølsdalen, котра впадає ліворуч до Lysevassdraget незадовго до завершення останньої у Люсе-фіорду) та Tjodavatnet (на Tjodanåna, іншій лівій притоці Lysevassdraget). Вихід з обох водойм перекрили греблями, крім того, знадобилась третя споруда у сідловині між Akslaratjorna та сточищем річки Frafjordelva (тече до Frafjord — ще одного відгалуження Boknafjorden). Створений греблями підпір призвів до затоплення водорозділу та утворення єдиної водойми з площею поверхні 3,6 км2 та корисним об'ємом 56 млн м3, що забезпечується коливанням поверхні між позначками 934 та 957,5 метра НРМ (у частині водойми на місці колишнього озера Akslaratjorna — між 939 та 957,5 метра НРМ).
Основу водозбірної системи станції становить витягнутий у широтному напрямку тунель завдовжки понад 12 км, який прямує паралельно південному берегу Люсе-фіорду на дещо нижчому рівні, аніж описане вище головне водосховище. На заході тунель сполучений зі сховищем Latervikvatnet (дренується річкою Låterviksbekken, що впадає до Люсе-фіорду далі на захід від устя Lysevassdraget), яке має корисний об'єм 2,2 млн м3, що забезпечується коливанням поверхні між позначками 868 та 876 метрів НРМ (виключно за рахунок здреновування нижче природного рівня).
На сході тунель починається від водосховища Andersvatnet, створеного ще одній лівій притоці Lysevassdraget річці elv fra Andersvatnet. Ця водойма має корисний об'єм 21,5 млн м3, що забезпечується коливанням поверхні між позначками 851 та 875 метрів НРМ (в тому числі на 11,5 метра за рахунок здреновування нижче природного рівня).
Поміж цими двома водосховищами до тунелю під'єднані водозабори на:
- elv fra Varmekroheia (vest) (впадає до Люсе-фіорду між устями Låterviksbekken та Lysevassdraget);
- bekk fra Varmekroheia (nord) (струмок, що впадає до Люсе-фіорду прямо в усті Lysevassdraget);
- bekk fra Tjern 1015 moh (струмок, що впадає ліворуч до згаданої вище elv i Stølsdalen);
- самій elv i Stølsdalen, яка вище перекрита однією з гребель головного водосховища);
- bekk fra Tjern 1018 moh (струмок, що впадає праворуч до elv i Stølsdalen);
- водосховищі Litla Tjodavatnet, розташованому на Tjodanåna нижче від однієї з гребель головного резервуара. Ця водойма має корисний об'єм 16,3 млн м3, що забезпечується коливанням поверхні між позначками 865 та 896 метрів НРМ (в тому числі на 18 метрів за рахунок здреновування нижче природного рівня);
- тунелі насосної станції Tjodanpollen (потужність 3,5 МВт, річне споживання електроенергії 9,5 млн кВт-год, здатна перекачувати 2,4 м3/с), яка подає ресурс із водосховища Tjodanpollen, розташованого на все тій же Tjodanåna нижче від Litla Tjodavatnet. Ця водойма має корисний об'єм лише 1 млн м3 та припустиме коливанням поверхні між позначками 762 та 768 метрів НРМ (в тому числі на 2 метри за рахунок здреновування нижче природного рівня).
Приблизно посередині цього широтного тунелю від нього відходить підвідний тунель гідроелектростанції довжиною біля 2 км, який прямує на північ по лівобережжю elv i Stølsdalen та з'єднаний зі ще одним водозабором на струмку bekk fra tjern 915 moh.
Основне обладнання станції становить одна турбіна типу Пелтон потужністю 110 МВт, яка використовує напір у 886 метрів та забезпечує виробництво 347 млн кВт-год електроенергії на рік.
Відпрацьована вода по відвідному тунелю довжиною лише кілька сотень метрів транспортується до Люсе-фіорду.